# Kreis Vrancea

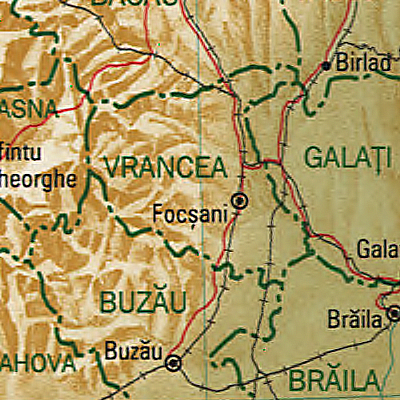
Karte des Kreises Vrancea

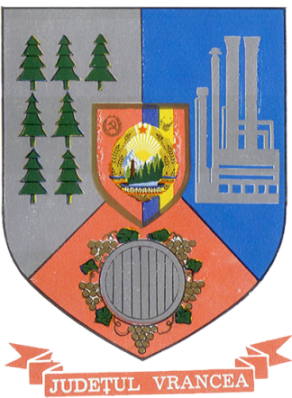
Wappen des Kreises Vrancea, zur Zeit des Realsozialismus

Vrancea [ˈvrant͜ʃea] ist ein rumänischer Kreis (rumänisch Județ) in der Region Westmoldau mit der Kreishauptstadt Focșani. Seine gängige Abkürzung und das Kfz-Kennzeichen sind VN.
Der Kreis Vrancea grenzt im Norden an den Kreis Bacău, im Nordosten an den Kreis Vaslui, im Osten an den Kreis Galați, im Südosten an den Kreis Brăila, im Süden sowie im Südwesten an den Kreis Buzău und im Westen an den Kreis Covasna.

## Demographie
Im Jahr 2002 hatte der Kreis 387.632 Einwohner und eine Bevölkerungsdichte von 80 Einwohnern pro km². Davon waren 380.364 Rumänen, 6.813 Roma, 135 Ungarn, 41 Deutsche, 36 Türken.
2011 hatte der Kreis 340.310 Einwohner, somit eine Bevölkerungsdichte von 70 Einwohnern pro km².

## Geographie
Der Kreis hat eine Gesamtfläche von 4857 km², dies entspricht 2,04 % der Fläche Rumäniens.
Vrancea ist eine der seismisch aktivsten Regionen Europas (Vrancea-Zone). 1977 ereignete sich mit dem Erdbeben von Vrancea eines der stärksten Erdbeben der osteuropäischen Geschichte.

## Städte und Gemeinden
Der Kreis Vrancea besteht aus offiziell 346 Ortschaften. Davon haben fünf den Status einer Stadt, 67 den einer Gemeinde und die übrigen sind administrativ den Städten und Gemeinden zugeordnet.

### Größte Orte
| Stadt/Gemeinde                       | Einwohner |
| ------------------------------------ | --------- |
| Focșani (dt. Fokschan, ung. Foksány) | 66.648    |
| Adjud (ung. Egyedhalma)              | 15.178    |
| Mărășești                            | 11.314    |
| Odobești (ung. Odobest)              | 09.423    |
| Slobozia Bradului                    | 08.930    |
| Homocea                              | 07.312    |
| Panciu (ung. Páncsu)                 | 06.921    |
| Vulturu                              | 06.873    |
| Vânători                             | 06.624    |
| Gugești                              | 06.091    |
| Păunești (ung. Pávafalva)            | 05.923    |
| Vidra                                | 05.829    |
| Suraia                               | 05.705    |
| Țifești                              | 05.028    |
| Sihlea                               | 04.989    |
| (Stand: 1. Dezember 2021)            |           |

## Wirtschaft
In einer auf den Woiwoden Stefan den Großen und das frühe 16. Jahrhundert zurückgeführten Tradition, bewirtschaften Dutzende Dörfer in den Vrancea-Bergen die Wälder gemeinschaftlich (rumänisch obște; vgl. Allmende). Die nur durch die kommunistische Verstaatlichung unterbrochenen Rechtsverhältnisse wurden im Jahr 2000 wiederhergestellt. „Heute gibt es in Vrancea neunundzwanzig obști-Institutionen, die zusammen rund 65.000 Hektar Wald verwalten (2012)“.